# فيكتور لافوس
فيكتور لافوس (بالإنجليزية: Victor Lafosse)‏ هو دراج فرنسي.

## روابط خارجية
- فيكتور لافوس على موقع أرشيف الدراجات (الإنجليزية)
- فيكتور لافوس على موقع إحصائيات الدراجات الإحترافية (الإنجليزية)